# Kannon de Shōdoshima
La Kannon de Shōdoshima est une statue de cinquante mètres de haut d'un Guanyin assis. Elle se trouve à Shōdoshima, dans la préfecture de Kagawa, au Japon. Sa construction a été achevée en 1994. Haute de soixante mètres, l'œuvre repose sur une base de dix mètres de haut. Elle est, en 2019, la trente-huitième plus grande statue au monde.